# 热罗姆·格里
热罗姆·格里（法語：Jérôme Guery，1980年7月24日—），比利时男子马术运动员，2019年欧洲马术锦标赛团体场地障碍赛金牌得主、2020年夏季奥林匹克运动会团体场地障碍赛铜牌得主、2022年世界马术锦标赛个人场地障碍赛银牌得主。